# 恩特姆河
坎波河（Río Campo），又名恩特姆河（Ntem），位于赤道几内亚大陆地区北部，部分河段为喀麦隆与赤道几内亚国界。坎波河发源于加蓬境内，向西流入大西洋邦尼湾。
沿岸城镇有坎波（喀麦隆）、明武尔（加蓬）等。